# Joana Heidrich
Joana Heidrich (Zúrich, 2 de octubre de 1991) es una deportista suiza que compite en voleibol, en la modalidad de playa.
Participó en dos Juegos Olímpicos de Verano, obteniendo una medalla de bronce en Tokio 2020, en el torneo femenino (haciendo pareja con Anouk Vergé-Dépré), y el quinto lugar en Río de Janeiro 2016. Ganó una medalla de oro en el Campeonato Europeo de Vóley Playa de 2020.

## Palmarés internacional
| Juegos Olímpicos   | Juegos Olímpicos  | Juegos Olímpicos  | Juegos Olímpicos  |
| Año                | Lugar             | Medalla           | Pareja            |
| ------------------ | ----------------- | ----------------- | ----------------- |
| 2020               | Tokio (Japón)     | Medalla de bronce | Anouk Vergé-Dépré |
| Campeonato Europeo |                   |                   |                   |
| Año                | Lugar             | Medalla           | Pareja            |
| 2020               | Jūrmala (Letonia) | Medalla de oro    | Anouk Vergé-Dépré |